# Claudia Gordon
 (mars 2019).
Si vous disposez d'ouvrages ou d'articles de référence ou si vous connaissez des sites web de qualité traitant du thème abordé ici, merci de compléter l'article en donnant les références utiles à sa vérifiabilité et en les liant à la section « Notes et références ».
Claudia L. Gordon, né en Jamaïque, est la première femme sourde afro-américaine avocate aux États-Unis et également la première sourde à travailler à la Maison-Blanche. Elle travaille actuellement dans le Département du Travail des États-Unis, Office of Federal Contract Compliance Programs (en). 

## Biographie
Claudia Gordon est née en Jamaïque. Elle devient sourde à l'âge de huit ans. Dans son pays natal, elle subit des discriminations dues à sa surdité. À l’âge de 11 ans, elle déménage aux États-Unis et s'inscrit à l'école Lexington School for the Deaf, à New York. 
Claudia est diplômée d'un baccalauréat d'art en science politique de l'Université Howard en 1995.
En 2004, elle est nommée secrétaire du conseil d'administration de la Lexington Conseil d'Administration, puis en juillet 2013, conseillère en matière d’invalidité dans la directrice associée du Bureau de l'engagement du public à la Maison Blanche sous l'administration du président Barack Obama.

## Plaidoyer
Claudia Gordon a été active au sein de la communauté des sourds et plus généralement auprès des personnes handicapées, vice-présidente de la National National Black Deaf Advocates de 2002 à 2005, Elle est également membre de la Coalition Nationale pour les Droits des personnes handicapées.